# Moskenesøya
Moskenesøya è un'isola appartenente all'arcipelago delle isole Lofoten, nella contea di Nordland, in Norvegia.
È la più meridionale delle isole principali dell'arcipelago, ha una superficie di 185,9 km² e una popolazione di 1 345 abitanti (2016).

## Geografia
La parte settentrionale dell'isola è compresa nella municipalità di Flakstad mentre il resto del territorio fa parte di quella di Moskenes.
L'isola è piuttosto impervia con rilievi e vallate di origine glaciale con numerosi laghi. Il monte più elevato è il Hermannsdalstinden (1029 m s.l.m.). Le coste settentrionali e orientali dell'isola sono caratterizzate da profondi fiordi che penetrano nell'interno, qui si trovano numerosi piccoli villaggi di pescatori. La costa occidentale spesso battuta dal maltempo è invece disabitata, dal 2019 fa parte del Parco nazionale Lofotodden.
Moskenesøya è attraversata dalla strada E 10 che percorre la costa orientale, a nord-est è collegata dal Kåkern Bridge all'isola di Flakstadøya.
All'estremo della E10 si trova il villaggio di Å, un antico villaggio di pescatori ben conservato e trasformato in un museo a cielo aperto 

Moskenesøy
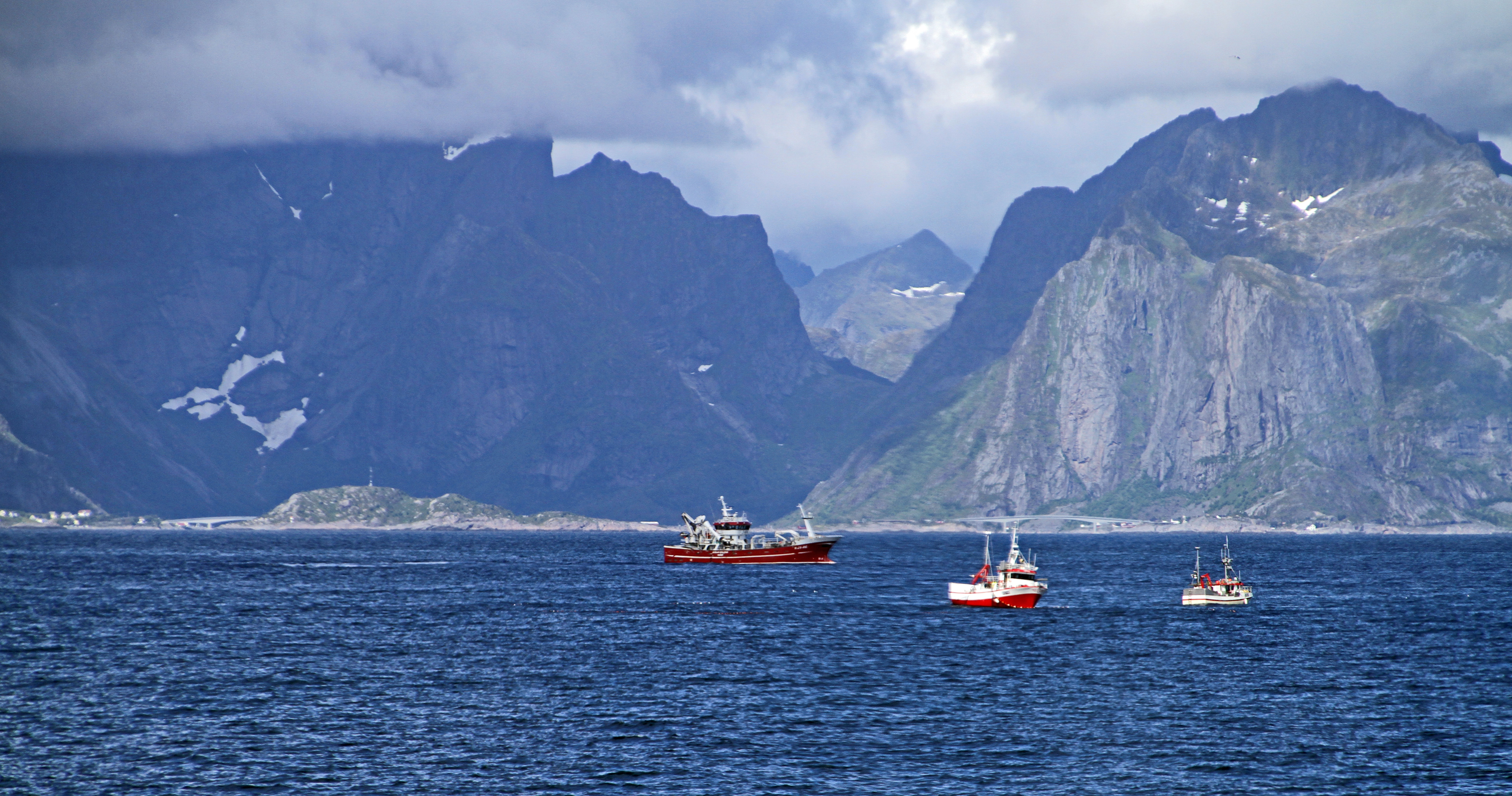
Moskenesøy
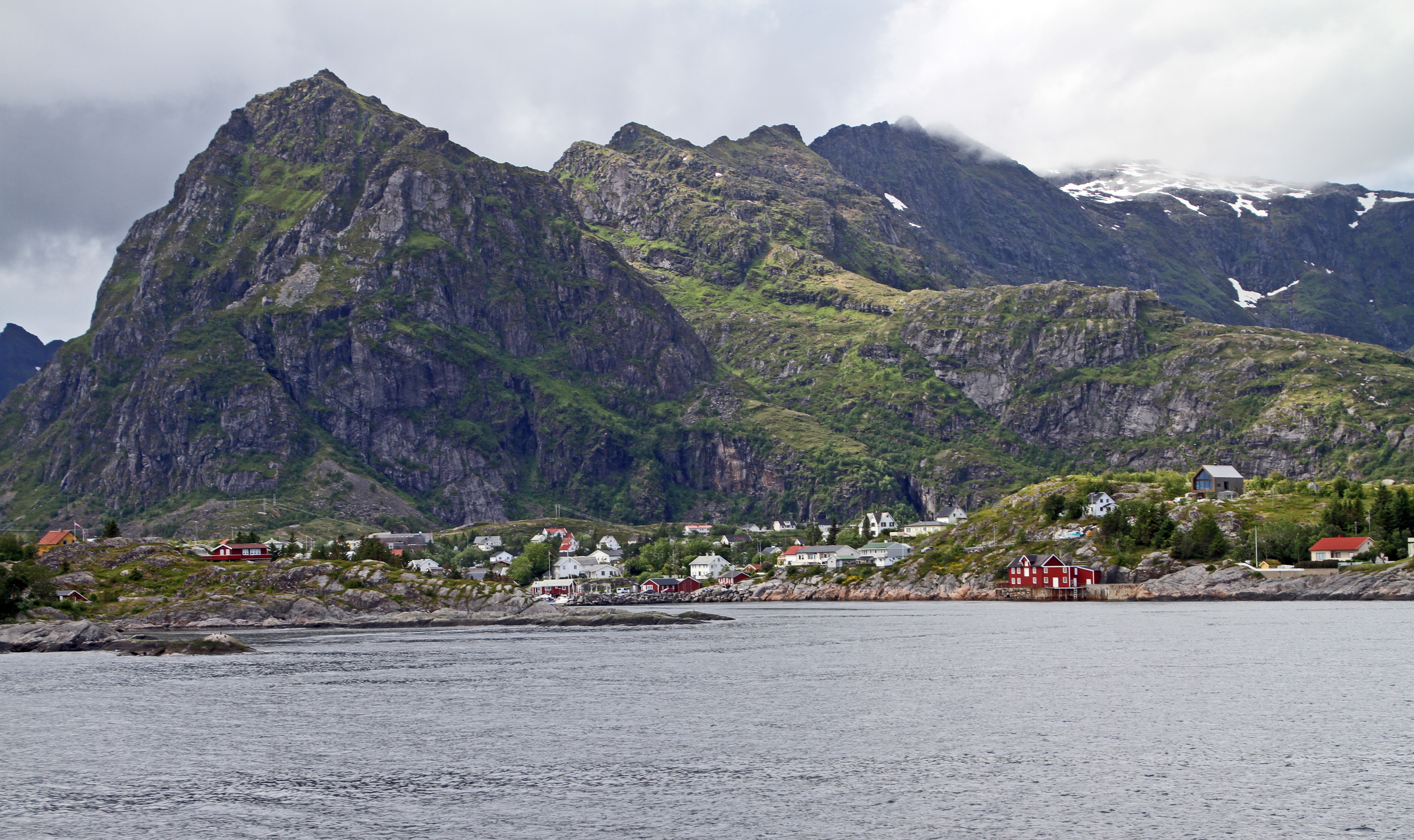
Sørvågen
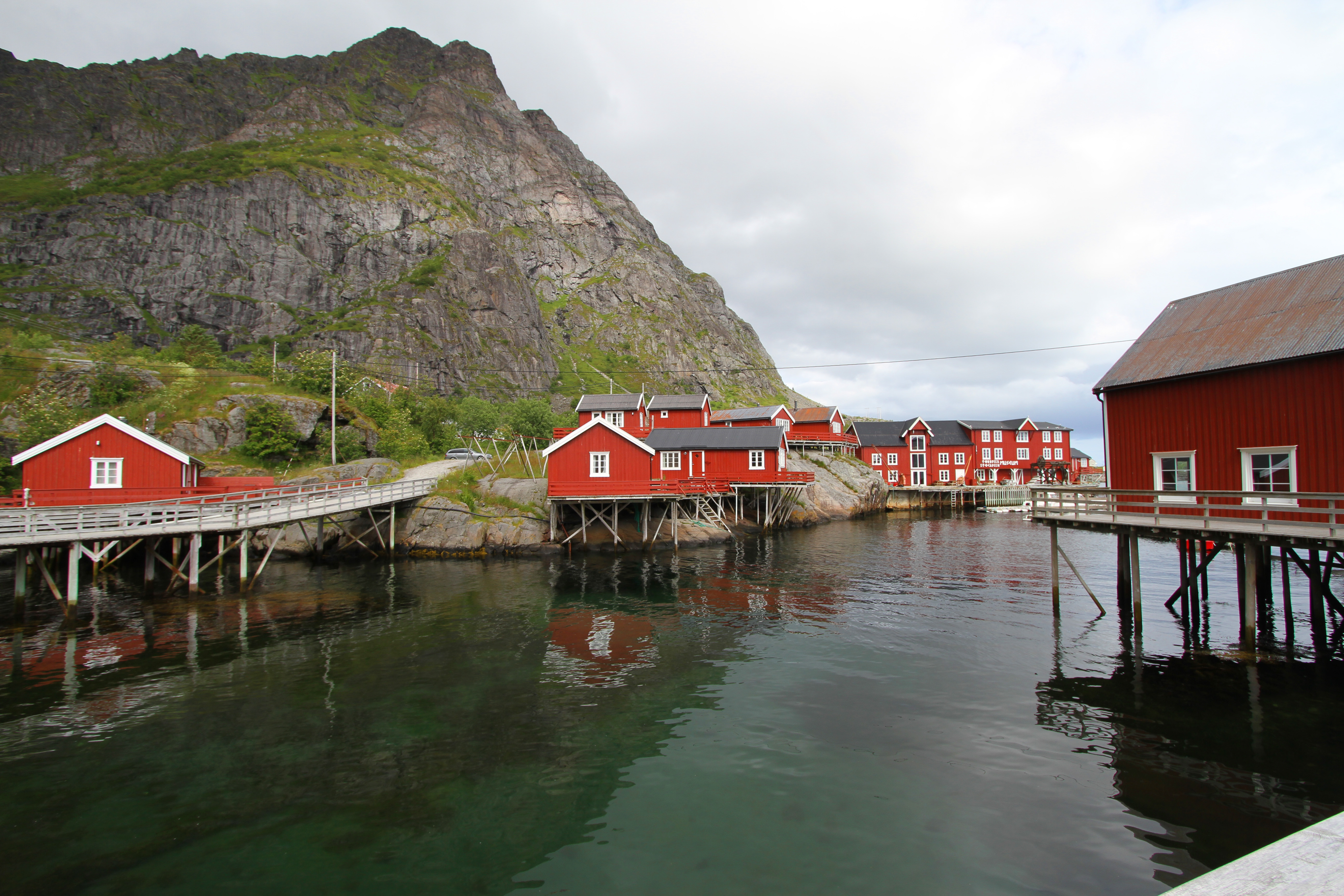
Å i Lofoten
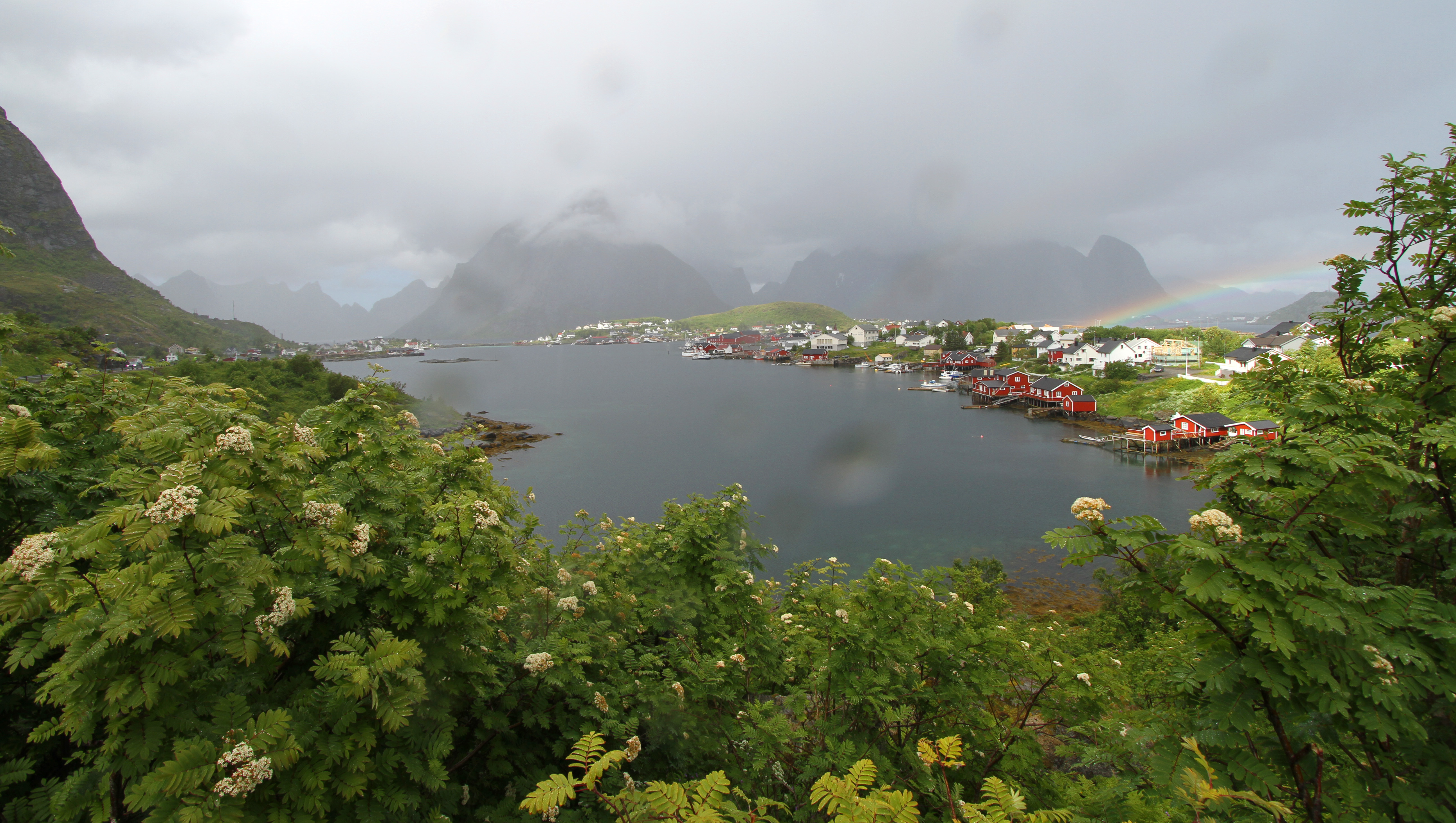
Reine
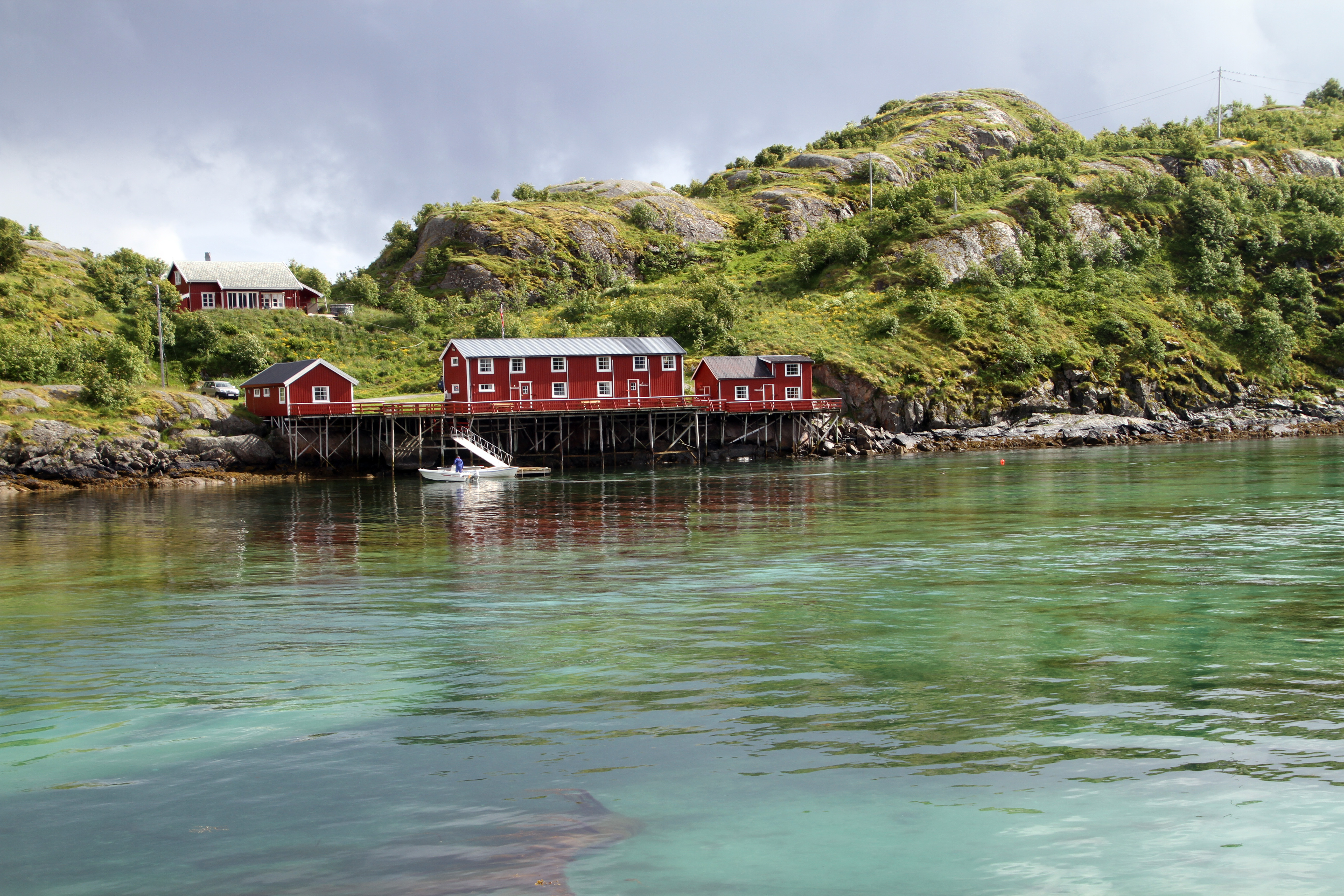
Sakrisøy